# Trongsa
Trongsa, antiguamente Tongsa (ཀྲོང་གསར་, Wylie: krong gsar), es una localidad y capital del distrito de Trongsa en la zona central de Bután. El nombre significa "villa nueva" en Dzongkha. El primer templo lo construyó, en 1543, el lama Drukpa Kagyu. Ngagi Wangchuck, que era el bisabuelo del Shabdrung Ngawang Namgyel, la persona que unificó Bután.

## Trongsa Dzong
Trongsa Dzong (oficialmente Chökhor Raptentse Dzong) es la mayor fortaleza dzong de Bután, se encuentra en Trongsa y fue construida en 1644. Fue la sede desde la cual impuso su orden la dinastía Wangchuck antes de que se erigieran en gobernadores de Bután en 1907.  Tradicionalmente el rey de Bután primero es designado Penlop (gobernador) de Trongsa antes de ser designado Príncipe Sucesor y finalmente Rey. Construido en el faldeo de una montaña que se eleva por sobre los desfiladeros del Mangde Chhu, durante muchos siglos el dzong controló el comercio entre el este y el oeste.  La única ruta que conecta la zona este y la oeste de Bután (la antecesora de la moderna Lateral Road), pasaba por el patio del dzong. Bajo una orden del penlop un par de portones macizos podían cerrarse, dividiendo el país en dos.
Algo más elevado en la montaña se encuentra una torre de vigilancia llamada "Ta Dzong", que permitía dar aviso y proteger el dzong ante incursiones de enemigos.

## Galería

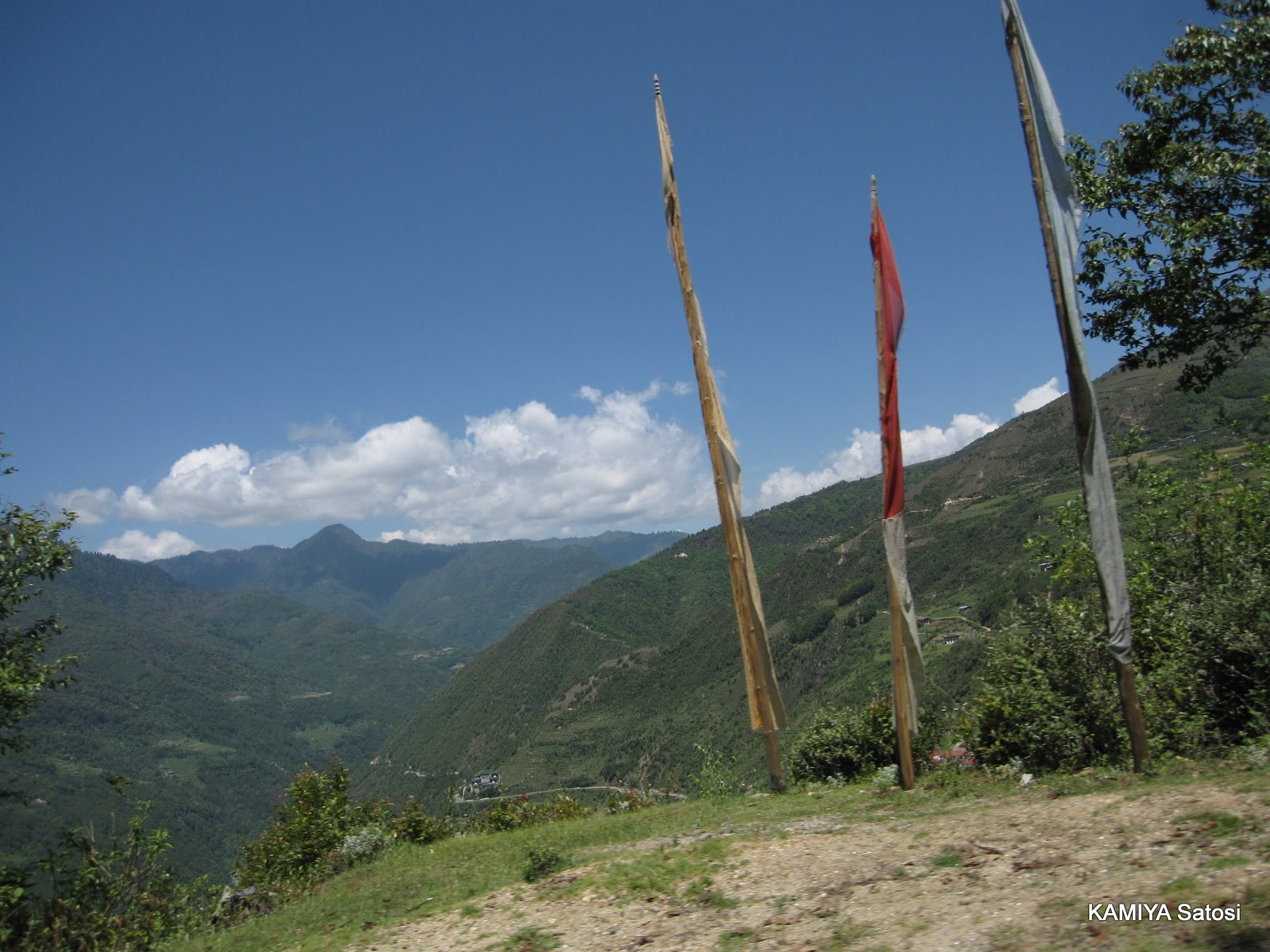
Ruta hacia Sarpang al este de Trongsa
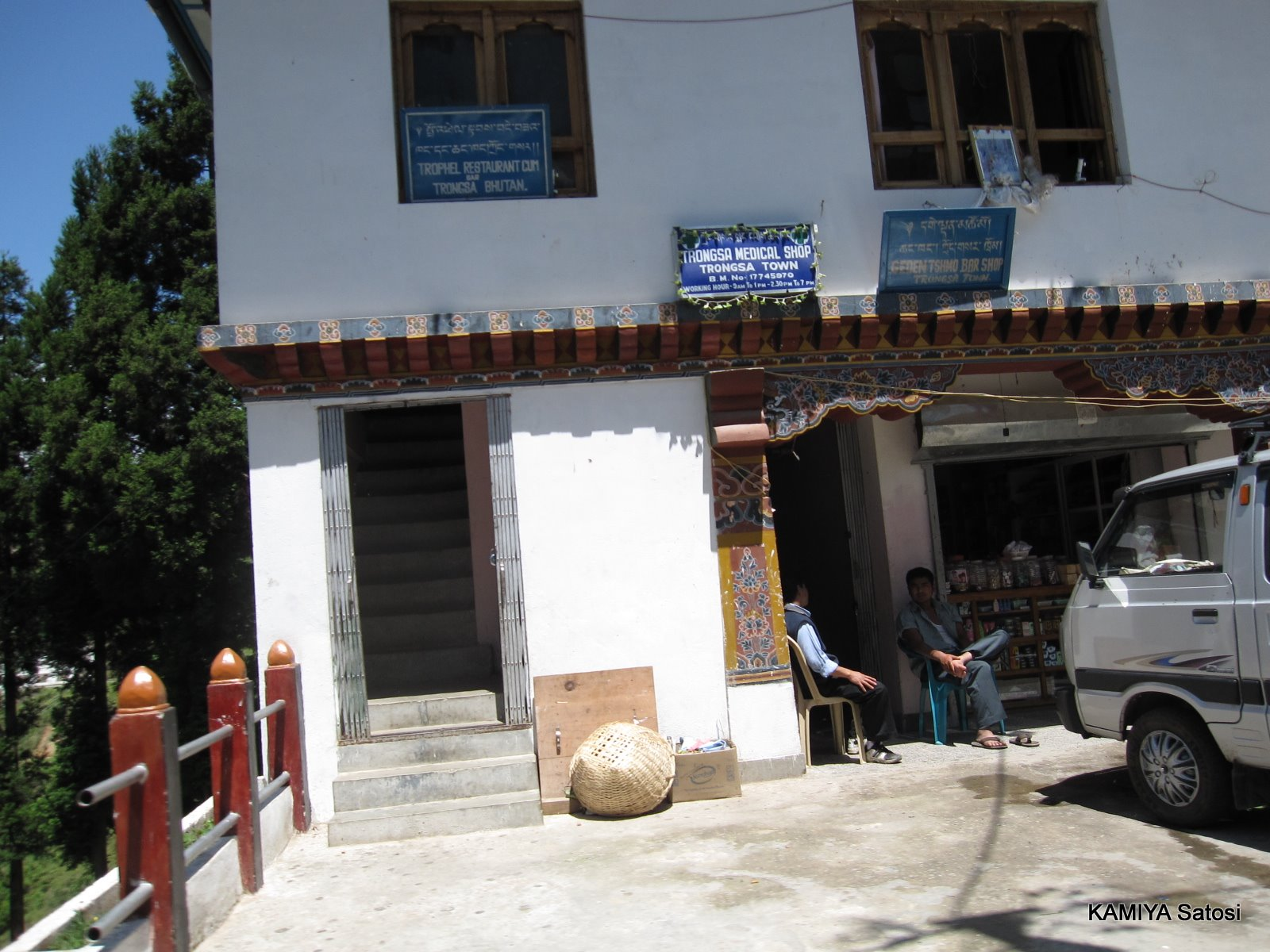
Centro médico de Trongsa
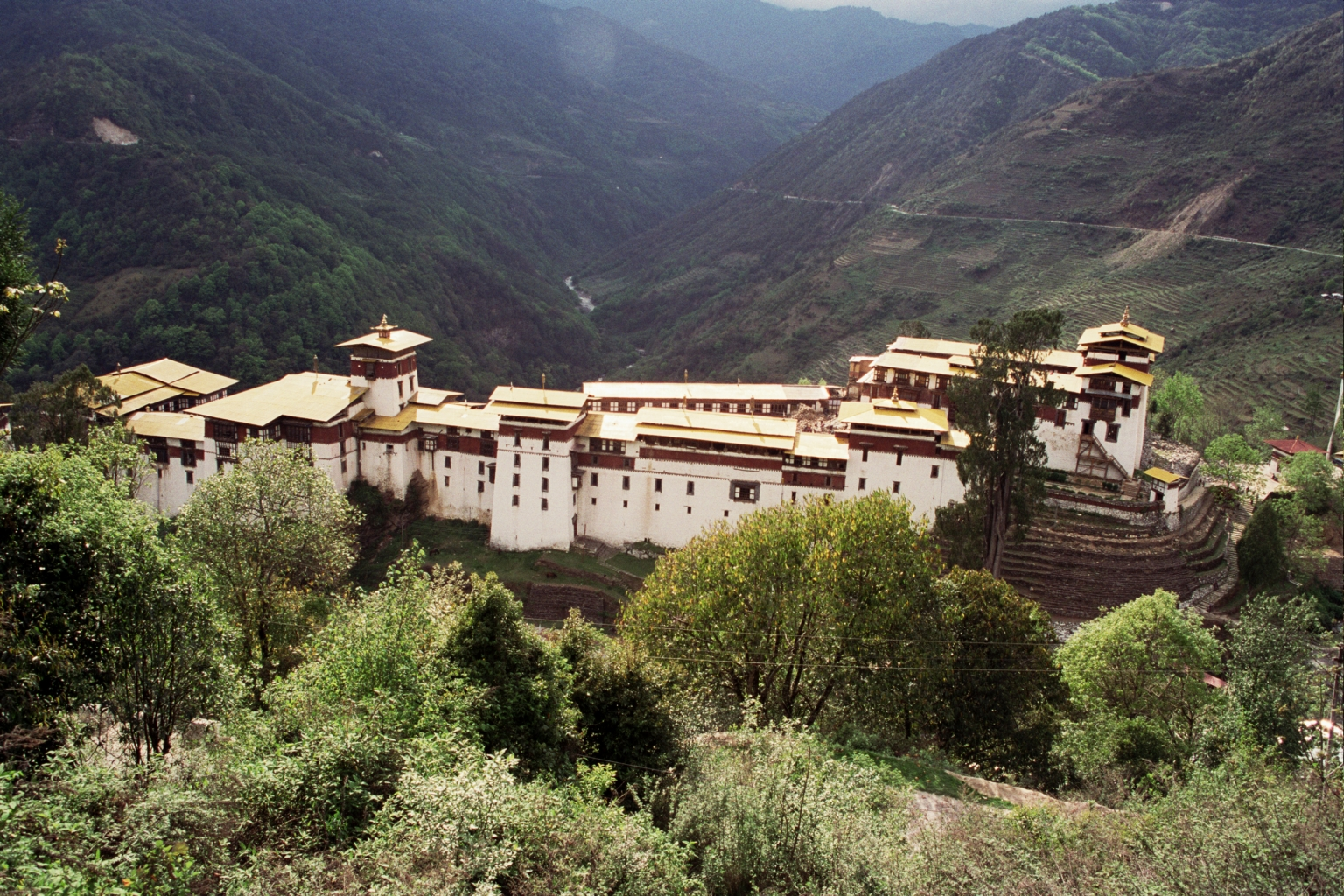
Vista del Trongsa Dzong desde una elevación
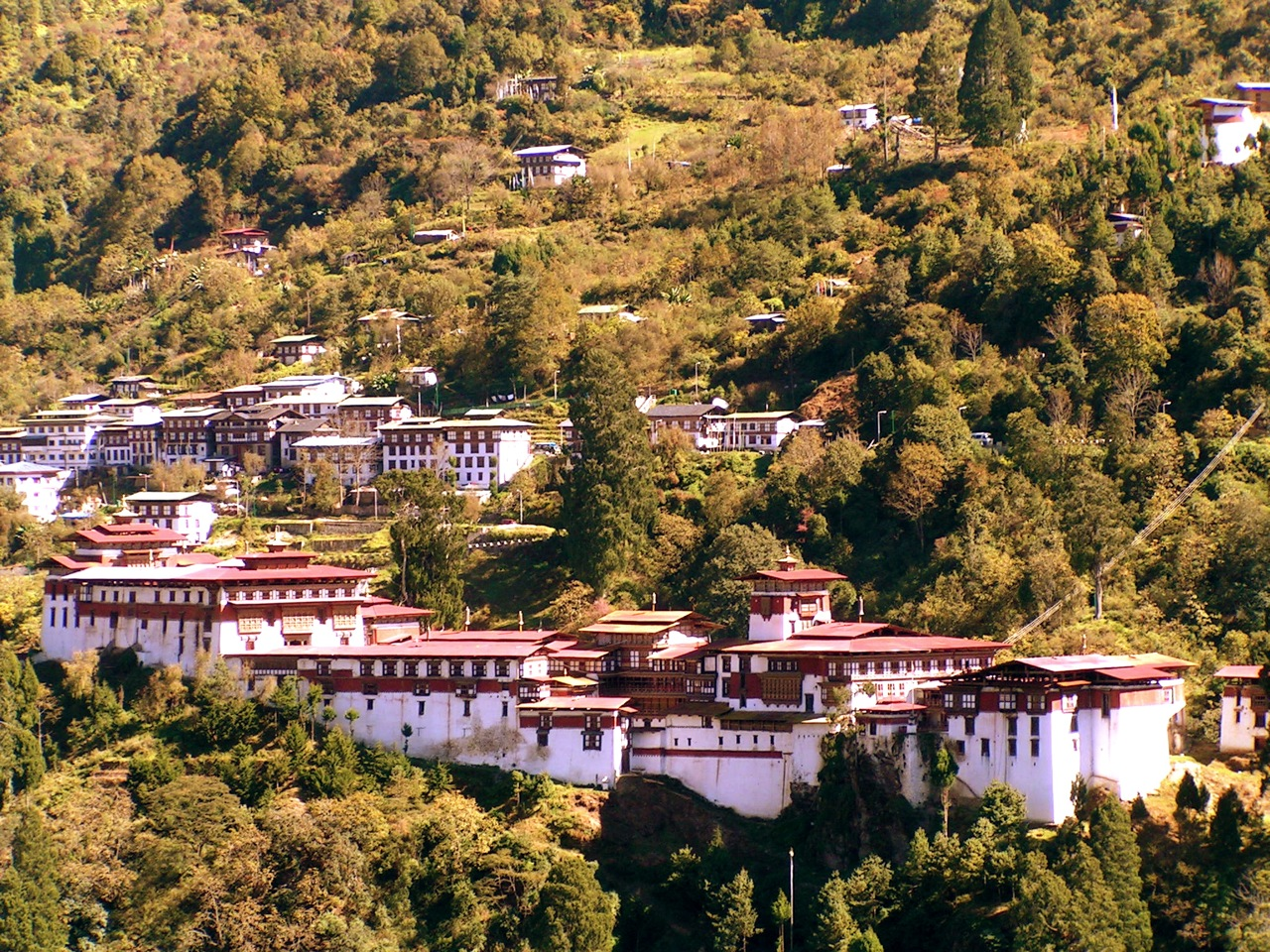